# Фокс Ривер Гроув (Илиноис)
Фокс Ривер Гроув (енгл. Fox River Grove) град је у америчкој савезној држави Илиноис.

## Демографија
По попису из 2010. године број становника је 4.854, што је 8 (-0,2%) становника мање него 2000. године.
| Група             | 2000.         | 2010.         |
| Белци             | 4.542 (93,4%) | 4.354 (89,7%) |
| Афроамериканци    | 33 (0,7%)     | 31 (0,6%)     |
| Азијати           | 62 (1,3%)     | 143 (2,9%)    |
| Хиспаноамериканци | 186 (3,8%)    | 261 (5,4%)    |
| Укупно            | 4.862         | 4.854         |